# Paul Rossilli
Paul Rossilli (* 15. října 1948 Newark, New Jersey) je bývalý americký herec. Před kamerami debutoval v roce 1977 v jedné epizodě seriálu Kojak, v roce 1980 hrál ve snímku Serial a o dva roky později ve filmu Bayou Romance. V průběhu 80. let a na začátku 90. let 20. století hostoval v různých seriálech, jako např. Finder of Lost Loves, Street Hawk, Hotel, Doctor Doctor či Mladí jezdci. V 80. letech také hrál v několik televizních filmech a v roce 1991 ztvárnil v celovečerním snímku Star Trek VI: Neobjevená země postavu klingonského brigadýra Kerly, jednoho ze členů štábu kancléře Gorkona.